# Au cœur du djihad : mémoires d'un espion infiltré dans les filières d'Al-Qaïda
Au cœur du djihad : mémoires d'un espion infiltré dans les filières d'Al-Qaïda est un livre de l'auteur anonyme Omar Nasiri publié pour la première fois en France le 15 novembre 2006 aux éditions Flammarion.

## Contenu
Le livre relate le travail d'infiltration par l’auteur, pour le compte de plusieurs services de renseignements européens, des filières du Groupe islamique armé puis des camps d'entraînement afghans et les mosquées radicales de Londres entre 1994 et 2000 et d'Al-Qaïda, le mouvement salafiste djihadiste fondé par le cheikh Abdullah Yusuf Azzam et son élève Oussama ben Laden en 1987.

## Réception
Le lancement du livre a été assuré par la BBC, lors d'une interview en primeur diffusée le jeudi 16 novembre
par un journaliste qui menait l'interview mais qui n'était pas réellement neutre étant l'auteur de l'introduction du livre dans sa version anglaise originale.
Le livre a été dénoncé comme une fabulation par le journaliste Claude Moniquet,.
Il est traduit dans plusieurs langues différentes :
- (en) Inside the Jihad: My Life with Al Qaeda[6]
- (es) INFILTRADO NA AL-QAEDA [7]
- (it) Infiltrado na al-Qaeda: Relato de um espiao [8]
- (si) Moje življenje v Al Kaidi: zgodba iz prve roke [9]
- (de) Mein Leben bei al-Qaida: die Geschichte eines Spions[10]
- (br) POR DENTRO DO JIHAD[11]